# Memminger Brauerei
Die Memminger Brauerei GmbH war eine bayerische Brauerei in Memmingen.

## Geschichte

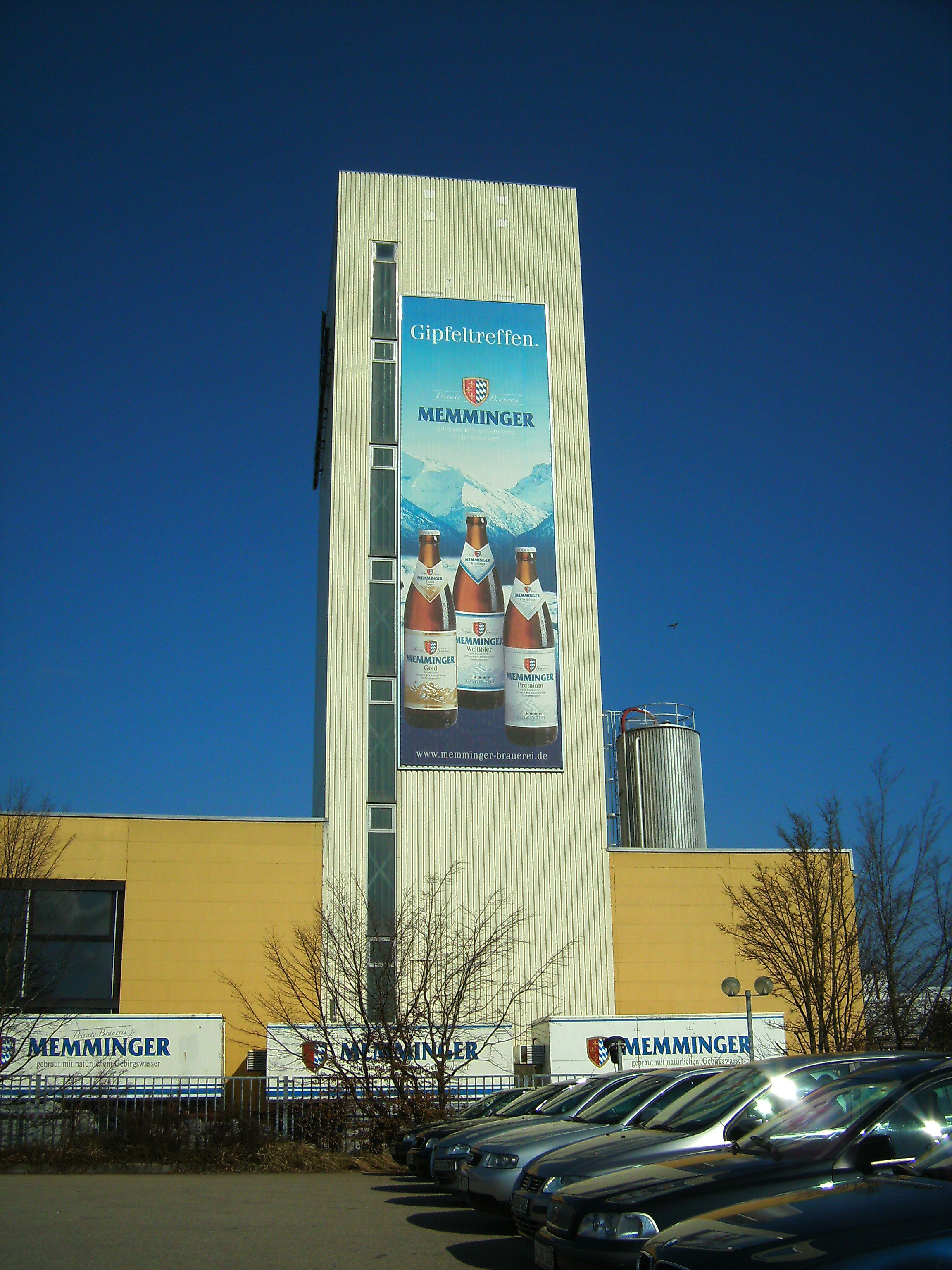
Produktionsstätte in Memmingen

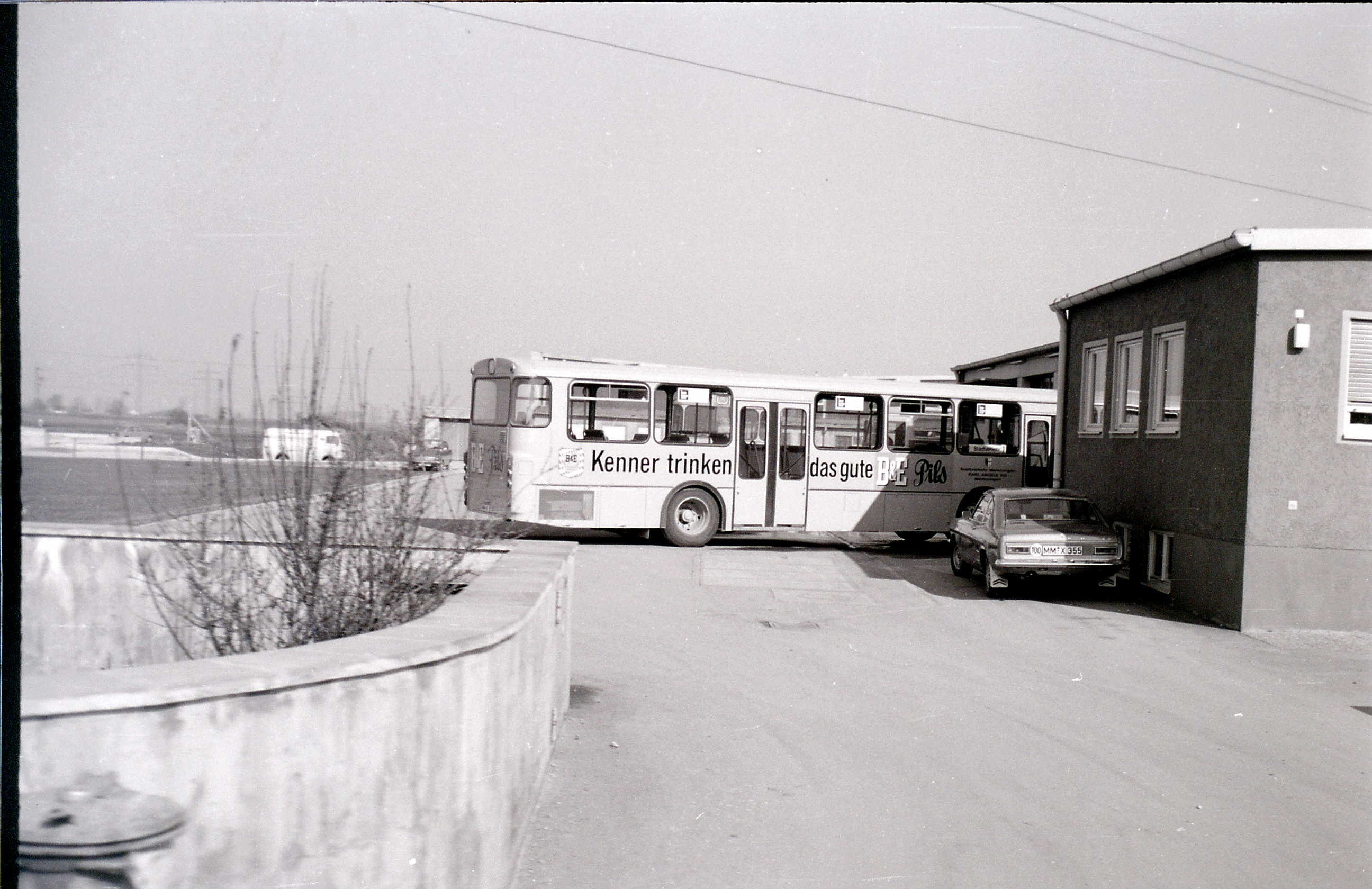
Werbung der damaligen Bürger- und Engelbräu AG auf einem Memminger Stadtbus

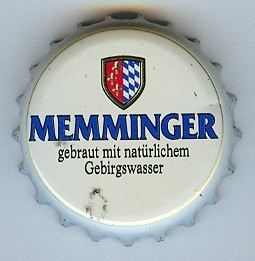
Memminger Kronkorken

Im Jahre 1886 übernahm Josef Herz die Brauereigaststätte Schwarzer Ochsen in der Ulmer Vorstadt in Memmingen. Im Jahre 1897 hatte die Brauerei bereits einen Bierausstoß von 2836 Hektoliter und war damit die viertgrößte Brauerei der Stadt. Bereits im Jahre 1906 lag der Ausstoß bei 4321 Hektoliter, die Brauerei wurde damit die zweitgrößte der Stadt. Zu dieser Zeit existierten noch 21 Brauereien und 35 Schankwirtschaften in Memmingen. Durch den Zusammenschluss dreier Brauereien am 1. Juni 1911 (Brauerei zum Schwarzen Ochsen, Inhaber Josef Herz, Brauerei zum Schwarzen Adler, Inhaber Wilhelm Bilgram und Brauerei Weißes Ross, Inhaber Fritz Halder) und Umwandlung zur Aktiengesellschaft entstand in Memmingen die erste Großbrauerei. Sie hieß Bürgerliches Brauhaus. Die Brauerei zum Schwarzen Ochsen besaß die modernsten Brauereigerätschaften, deshalb wurde beschlossen, sie als gemeinsames Brauhaus zu benutzen. Bereits in den Jahren 1911/1912 betrug der Bierausstoß 40.000 Hektoliter. 1912 wurde der junge Braumeister Albert Sayle der Pschorr Brauerei von Josef Herz nach Memmingen abgeworben. Nach dem Tod von Josef Herz sen., Max Herz und Josef Herz jun. übernahm 1920 Albert Sayle die Führung des Bürgerlichen Brauhauses und Josef Forster den Vorsitz des Aufsichtsrates der Aktiengesellschaft. Am 2. September 1920 schlossen sich aufgrund wirtschaftlicher Schwierigkeiten die zwei größten Brauereien in Memmingen, das Bürgerliche Brauhaus AG, Memmingen und die Engelbrauerei Memmingen Gebrüder Bilgram zur Bürger- und Engelbräu Aktiengesellschaft zusammen. Den Vorstand bildeten die Direktoren Albert Sayle und Hugo Bilgram. In den Vorkriegsjahren (1923 bis 1939) wurden mehrere Gaststätten übernommen, die Benediktinerbrauerei Ottobeuren angegliedert, die beiden Weizenbierbrauereien Jaut und Steinbogen und die Waldhornbrauerei (alle Memmingen) gekauft. Bereits zu dieser Zeit wurden Niederlassungen in München, Augsburg, Konstanz, Besigheim, Oberurbach, Hindelang, Geislingen an der Steige und Munderkingen aufgebaut. 1938 gelang es Albert Sayle, den Bierabsatz auf 128.000 Hektoliter zu steigern. Im Zweiten Weltkrieg ging der Absatz jedoch wieder auf den Stand von 1912 (40.000 Hektoliter) zurück.
1948 wurden die Brauereieinrichtungen zum Teil erneuert und für den steigenden Flaschenbierabsatz neue Räume und Maschinen angeschafft. Durch Um- und Neubauten am bisherigen Standort in der Ulmer Vorstadt wurde die Lagerkapazität erweitert, der Gärkeller wesentlich vergrößert und die Technik modernisiert, um für damalige Zeiten biologisch und geschmacklich einwandfreie Biere herzustellen. Ab 1955 wurde der Bierabsatz aus den Vorkriegsjahren wieder übertroffen. Der spätere Geschäftsführer Jochen Kesselschläger trat 1972 in die Bürger- und Engelbräu AG ein. Direktor Albert Sayle starb im Jahr 1973. 1977 wurde ein Neubau auf der „grünen Wiese“ beschlossen. Der seit 1975 zum Vorstand gehörende Jochen Kesselschläger schaffte es, die neuen B & E-Gebäude in nur zwei Jahren bis zur Produktionsreife zu erstellen. Bei der Eröffnung war die B & E die modernste Brauerei Europas. 1986 wurde die Traditionsbrauerei Weitnau im Allgäu mit einem Ausstoß von ca. 30.000 Hektolitern im Jahr und 25 Mitarbeitern gekauft. Das neue Tochterunternehmen, dessen Arbeitsplätze vollständig erhalten blieben, brachte Marken wie den Alpkönig zur Brauerei. 1990 wurde das erste Mal Bier nach Sachsen geliefert. Bereits 1992 konnte man in über 150 Gaststätten Berlins ein B & E trinken. Durch massive Kooperationen konnte in den letzten Jahren der Kundenkreis auf über 350 Gaststätten und Kneipen erweitert werden. Auf der Grünen Woche in Berlin hatte die Brauerei 1991 erstmals einen Stand.
1997 führten tiefgreifende Meinungsverschiedenheiten zwischen den beteiligten Inhaberfamilien (Kesselschläger und Bilgram) über die konzeptionelle Ausrichtung des Unternehmens dazu, dass der für Technik und Vertrieb verantwortliche Vorstand Jochen Kesselschläger seines Amtes enthoben wurde. Dies wurde vor allem dadurch möglich, dass er kostensenkende Maßnahmen einleitete. Die Familie Kesselschläger, selbst Mehrheitsaktionär, konnte daran nichts ändern. Dies hatte - vor allem dadurch, dass es in der Presse breitgetreten wurde - einen massiven Imageschaden zur Folge. Allerdings kaufte die Familie Kesselschläger sämtliche Aktienanteile der bisherigen Familien ab (insgesamt über 20 Mio. DM). Vor allem durch dieses Engagement konnte die Brauerei vor einem kompletten Kollaps bewahrt werden. In den folgenden Jahren wurde massiv an der Firma gearbeitet, um  den Imageschaden zum einen, und den Bierabsatzrückgang zum anderen wettzumachen. 1998 wurde die bisherige B & E  zur Memminger Brauerei AG umfirmiert.
Im Jahr 2000 wurde die Ulmer-Münster-Brauerei  zugekauft.
Die bisherige Rechtsform der AG wurde 2003 in eine GmbH umgewandelt. Dadurch wurde die Brauerei wieder eine Privatbrauerei. Seit einigen Jahren setzte die Memminger Brauerei auch verstärkt auf den Export ihrer Biere. Memminger Bier war bereits in Russland, Italien und Bulgarien erhältlich. Im Jahr 2008 erhielten die beiden Söhne von Jochen Kesselschläger Prokura.
Bei der DLG-Prämierung im Januar 2008 wurden fünf Goldmedaillen für die Sorten Alpkönig Hefe-Weißbier, Weißbier, Leichte Weiße, Dunkles Weißbier und Kartäuser Weißbier erzielt. Damit wurden alle eingereichten Biersorten der Brauerei prämiert.
Anfang 2021 begann die Zusammenarbeit mit der Privatbrauerei H. Egerer, beispielsweise bei Lohnabfüllungen. Deren Geschäftsführer Jörn Hund wurde Ende März 2021 zum  alleinvertretungsberechtigten Geschäftsführer der Brauerei Memmingen bestimmt. Im Juni 2021 beteiligte sich die Privatbrauerei H. Egerer mit 10 Prozent an der Memminger Brauerei. Im Februar 2023 meldete die Brauerei Memmingen Insolvenz in Eigenverantwortung an, wobei der Betrieb wie gewohnt weitergeführt werden soll. Als Begründung wurde von den Geschäftsführern Jörn Hund und Wolfgang Kesselschläger die gestiegenen Energiepreise sowie Zerwürfnisse mit Alt-Gesellschafter Jochen Kesselschläger angegeben. Nach der Drei-Monats-Frist musste die Memminger Brauerei Insolvenz anmelden. Diese befindet sich noch in der Abwicklung. Geschäftsführer Jörn Hund gründete jedoch auf Basis der Brauerei die Memminger Getränke und Gastronomie GmbH.
Die Memminger Biere wurden ab Sommer 2023 in der Privatbrauerei H. Egerer im niederbayerischen Großköllnbach gebraut. Der Eigentümer dieser Brauerei, Franz Luitpold Egerer, stieg während der Corona-Krise mit 50 Prozent Beteiligung an den Gesellschafter-Anteilen bei der zahlungsunfähigen Memminger Brauerei ein. Im Januar 2024 wurde das komplette Firmengelände mit allen Gebäuden an eine branchenfremde Investorengruppe verkauft, welche auf dem Gelände neue Logistikhallen errichten möchte. Damit endete das Insolvenzverfahren in Eigenverwaltung, ein normales Insolvenzverfahren läuft weiter. Mit dem Vertrieb der Produkte wurde die Memminger Getränke und Gastronomie GmbH beauftragt, für die in Memmingen neue Räume gesucht wurden.
Die Produktion und der Vertrieb von Bieren der Memminger Brauerei wurde zwischenzeitlich eingestellt. In einem Kundenanschreiben teilt der Geschäftsführer der Memminger Getränke und Gastronomie GmbH, Jörn Hund, mit, dass der Standort Memmingen endgültig zum 1. April 2024 geschlossen und die Belieferung bereits zum 15. Februar 2024 eingestellt wird. Aufgrund von äußeren Umständen lassen die Marktgegebenheiten kein anderes Ergebnis zu, heißt es in dem Schreiben.

## Produkte
Für eine mittelständische Brauerei unüblich war die große Anzahl von Biersorten. Neben den unten aufgeführten Produkten wurden noch verschiedene Biere als Handelsmarken (zum Beispiel „Klösterle“, „Zunftherrn“ und „Brau Masters“) gebraut und abgefüllt.

### Alkoholhaltige Produkte

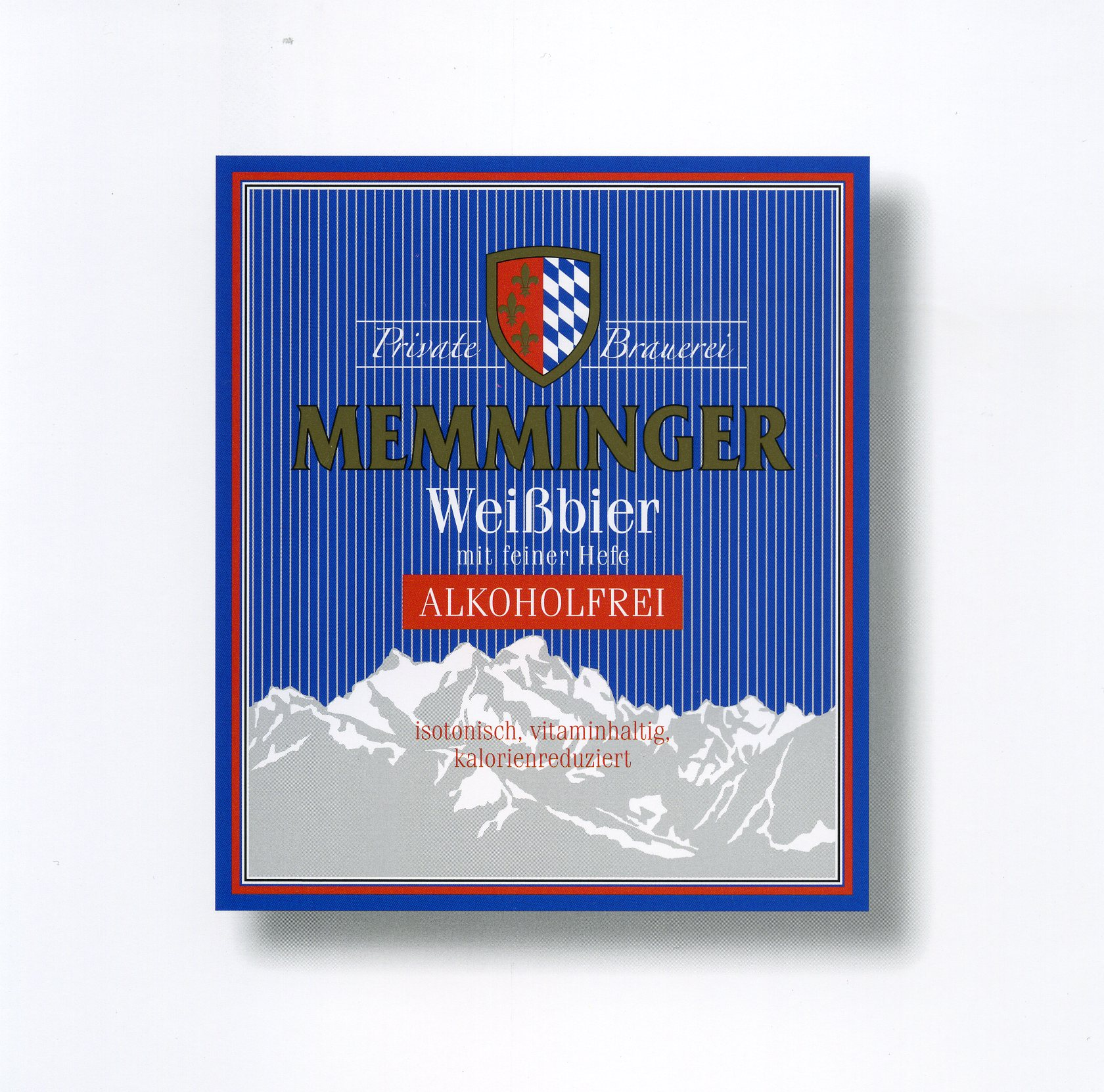
Etikett des Weißbier Alkoholfrei

#### Memminger Bier
- Memminger Dunkle Weiße
- Memminger Flight
- Memminger Gold
- Memminger Gaugraf Silach
- Memminger Hell
- Memminger Kristallweizen
- Memminger Lager Schwarz
- Memminger Leichte Weiße
- Memminger Premium (Pils)
- Memminger Radler naturtrüb
- Memminger Skip
- Memminger Weißbier
- Memminger Weißbier Alkoholfrei
- Memminger Winterbier Spezial

#### Bergler Bier
- Bergler Bier Radler naturtrüb
- Bergler Bier Kellerbier
- Bergler Bier Hefeweizen
- Bergler Bier Bayerisch Hell

#### Kartäuser

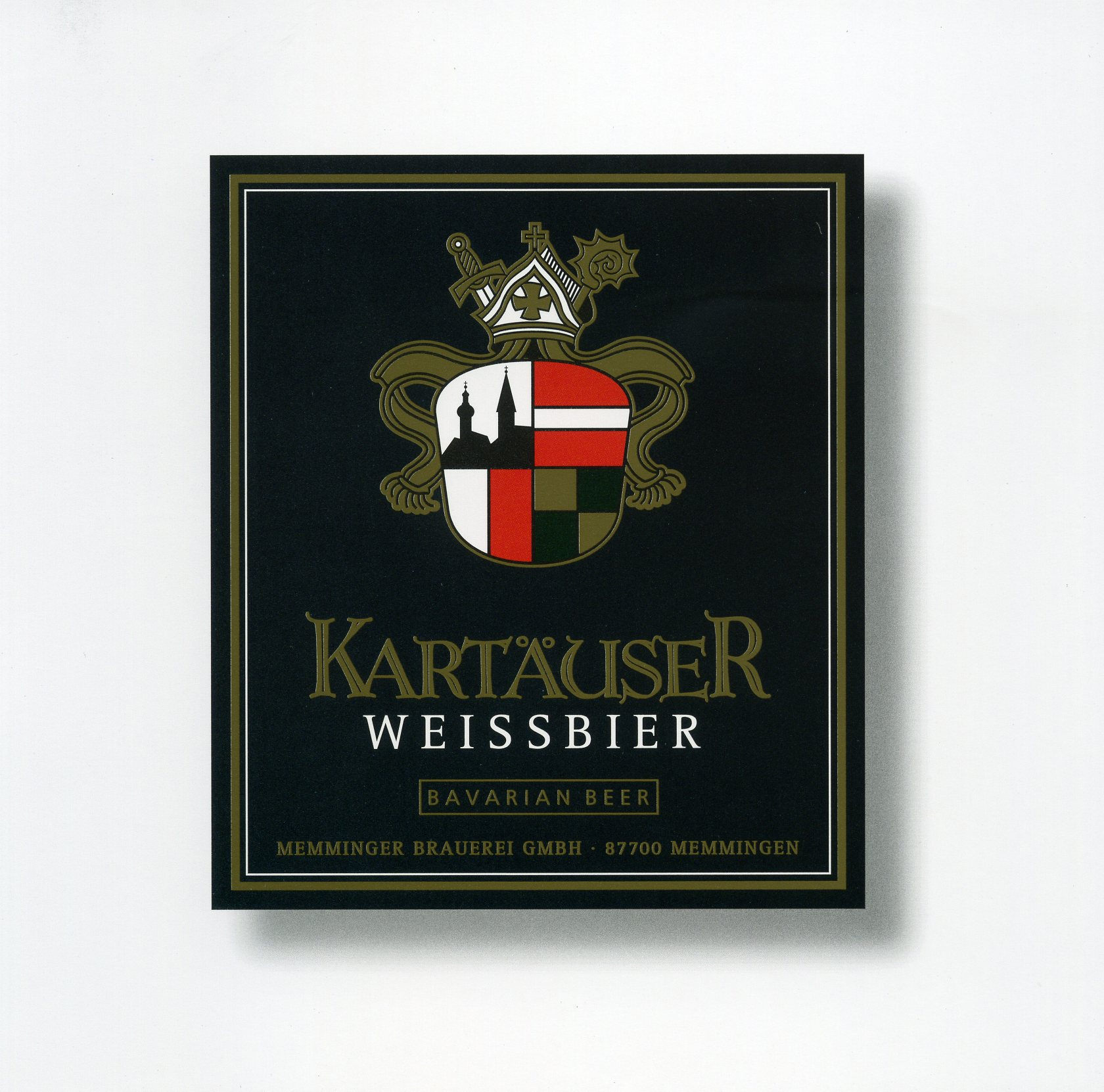
Etikett des Weizenbieres Kartäuser

Diese Biere wurden nach der alten Tradition der Kartäusermönche in Buxheim bei Memmingen gebraut.
- Kartäuser Dunkler Bock
- Kartäuser Spezialbier
- Kartäuser Weißbier

#### Alpkönig
Diese Biere wurden nach den Rezepten der im Jahre 1986 übernommenen Traditionsbrauerei Weitnau im Allgäu gebraut.
- Alpkönig Gold
- Alpkönig Dunkle Weisse
- Alpkönig Dunkel
- Alpkönig Hefeweizen
- Alpkönig Kellerbier naturtrüb
- Alpkönig Weitnauer Märzen

#### Ulmer Münster Bier
Diese Biere wurden nach den Rezepten der im Jahr 2000 übernommenen Ulmer Münster Brauerei aus Ulm gebraut und regional vertrieben.
- Ulmer Münster Gulden Classic
- Ulmer Münster Herren Pils
- Ulmer Münster Hirsch Bier Urhell
- Ulmer Münster UBG Lager

### Alkoholfreie Produkte
Die Erfrischungsgetränke der Brauerei wurden unter dem Namen Libella und unter einer Eigenmarke vertrieben.